# Descurainia appendiculata
Descurainia appendiculata là một loài thực vật có hoa trong họ Cải. Loài này được (Griseb.) O.E.Schulz mô tả khoa học đầu tiên năm 1924.